# Luisa Maria Teresa Stuart
Luisa Maria Teresa Stuart (Saint-Germain-en-Laye, 28 giugno 1692 – Saint-Germain-en-Laye, 18 aprile 1712), nota per i giacobiti come la Principessa reale, era l'ultima figlia del deposto re Giacomo II d'Inghilterra e della sua seconda moglie, Maria Beatrice d'Este.

## Biografia

### Nascita
Luisa Maria nacque nel 1692 a Saint-Germain-en-Laye, durante l'esilio dei suoi genitori. Dal momento che la nascita di suo fratello, Giacomo Francesco Edoardo, aveva causato non poche polemiche e voci di sostituzioni del principe con un altro bambino, Giacomo II aveva inviato delle lettere non solo a sua figlia, la regina Maria II Stuart, per invitarla ad assistere alla nascita di persona, ma anche ad un gran numero di altre dame protestanti.
La bimba fu battezzata con i nomi Luisa Maria, mentre Teresa fu aggiunto in seguito, al tempo della sua cresima. Il nome Luisa le fu dato in onore del cugino di suo padre, Luigi XIV di Francia, che fu anche suo padrino. Il ruolo di madrina fu ricoperto dalla cognata del Re Sole, Elisabetta Carlotta del Palatinato.
Dopo la nascita di Luisa Maria, Giacomo II dichiarò che la fanciulla era stata inviata da Dio come consolazione per i suoi genitori nel momento della loro angoscia, e negli anni successivi fu spesso chiamata La Consolatrice.

### Vita
Luisa Maria fu l'unica sorella di sangue del principe Giacomo Francesco Edoardo, il cosiddetto Vecchio pretendente, a sopravvivere all'infanzia e i due crebbero insieme in Francia.
Tutore di Luisa Maria fu il prete romano cattolico, Padre Constable, che le insegnò il latino, la storia e la religione. Aveva anche una governante, la baronessa di Middleton, moglie del giacobita Charles Patton,  II barone di Middleton. James Drummond, IV conte di Perth, un altro giacobita che viveva in Francia, elogiò la naturale affabilità della bambina.

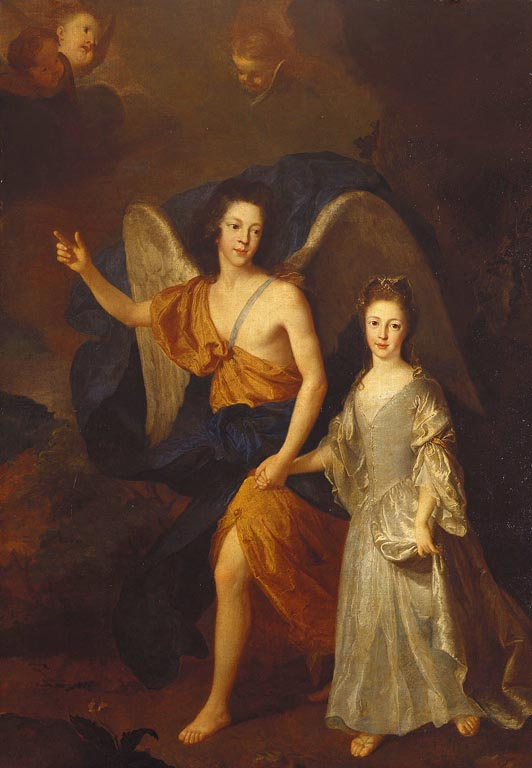
Un ritratto allegorico - realizzato nel 1699 da Alexis Simon Belle - raffigurante Luisa Maria e il fratello, mostra il principe come un angelo custode che conduce la sorella sotto lo sguardo dei cherubini; attualmente si trova nella Royal Collection.

Nell'estate del 1701 Giacomo II si ammalò gravemente e dovette andare lontano da Saint-Germain-en-Laye per le cure mediche, insieme alla moglie. Tuttavia, nel giugno i due tornarono a casa per i compleanni dei due figli; due mesi dopo Giacomo ebbe un ictus, che lo avrebbe fatto morire due settimane più tardi, il 16 settembre. Quando era ancora cosciente e i suoi figli lo visitarono, Giacomo II disse a Luisa Maria:
Poco dopo la morte di Giacomo, Luigi XIV proclamò Giacomo Francesco Edoardo re d'Inghilterra, Scozia e Irlanda, e fu riconosciuto come re anche dalla Spagna, dallo Stato Pontificio, dal Ducato di Modena e Reggio e dalla Repubblica di Venezia. Egli e sua sorella Luisa Maria furono trasferiti a Passy, sotto la custodia di Antoine Nompar de Caumont e di sua moglie, con la baronessa di Middleton che continuò il suo compito di governante.
Nel 1705, a tredici anni, Luisa Maria fu l'ospite d'onore a un ballo tenutosi nel castello di Marly, considerata minore soltanto a Luigi XIV, a sua madre la regina Maria Beatrice e a suo fratello Giacomo III, trattato con i riguardi di un sovrano.
Il 23 marzo 1708, dopo un ritardo causato dal morbillo, il giovane Giacomo tentò uno sbarco sul suolo scozzese, a Firth of Forth, sostenuto da una flotta di navi francesi. Tuttavia, la loro forza congiunta fu scacciata dalla Marina reale britannica sotto il comando dell'ammiraglio Byng.
Luisa Maria amava la danza e l'opera e divenne molto popolare alla corte francese. Due possibili partiti presi in considerazione per lei, furono Carlo di Borbone-Francia (1686-1714) e Carlo XII di Svezia. Il primo non ebbe luogo apparentemente a causa della posizione equivoca di Luisa Maria, il secondo perché il re di Svezia non era un cattolico romano.
Luisa Maria sentì intensamente che i giacobiti in esilio avevano fatto grandi sacrifici per la sua famiglia e lei stessa pagò l'educazione delle figlie di molti di loro. In quest'atto, non fece distinzione tra romani cattolici e protestanti, sostentando le figlie di entrambe le parti.

### Morte
Nell'aprile del 1712, sia Giacomo sia sua sorella si ammalarono di vaiolo. Mentre il Vecchio pretendente riuscì a guarire, Luisa Maria morì il 18 aprile, all'età di soli diciannove anni, e fu sepolta accanto a suo padre nella chiesa dei benedettini inglesi a Parigi.
Durante la Rivoluzione francese la basilica di Saint-Denis, mausoleo dei reali francesi, e molte altre chiese furono sconsacrate e devastate. I resti della principessa e di suo padre furono trasferiti all'ospedale militare di Val-de-Grâce.

## Ascendenza
|                             |                    |                            | Genitori                     |  |  | Nonni |  |  | Bisnonni                |  |  | Trisnonni                   |  |
|                             |                    |                            |                              |  |  |       |  |  | Giacomo I d'Inghilterra |  |  | Enrico Stuart, Lord Darnley |  |
|                             |                    |                            |                              |  |  |       |  |  | Giacomo I d'Inghilterra |  |  | Enrico Stuart, Lord Darnley |  |
|                             |                    | Maria Stuart               |                              |  |  |       |  |  | Giacomo I d'Inghilterra |  |  |                             |  |
| Carlo I d'Inghilterra       |                    |                            |                              |  |  |       |  |  | Giacomo I d'Inghilterra |  |  |                             |  |
|                             |                    | Anna di Danimarca          | Federico II di Danimarca     |  |  |       |  |  |                         |  |  |                             |  |
|                             |                    | Anna di Danimarca          | Federico II di Danimarca     |  |  |       |  |  |                         |  |  |                             |  |
|                             |                    | Anna di Danimarca          | Sofia di Meclemburgo-Güstrow |  |  |       |  |  |                         |  |  |                             |  |
| Giacomo II d'Inghilterra    |                    | Anna di Danimarca          |                              |  |  |       |  |  |                         |  |  |                             |  |
|                             |                    | Enrico IV di Francia       | Antonio di Borbone           |  |  |       |  |  |                         |  |  |                             |  |
|                             |                    | Enrico IV di Francia       | Antonio di Borbone           |  |  |       |  |  |                         |  |  |                             |  |
|                             |                    | Enrico IV di Francia       | Giovanna III di Navarra      |  |  |       |  |  |                         |  |  |                             |  |
| Enrichetta Maria di Francia |                    | Enrico IV di Francia       |                              |  |  |       |  |  |                         |  |  |                             |  |
|                             |                    | Maria de' Medici           | Francesco I de' Medici       |  |  |       |  |  |                         |  |  |                             |  |
|                             |                    | Maria de' Medici           | Francesco I de' Medici       |  |  |       |  |  |                         |  |  |                             |  |
|                             |                    | Maria de' Medici           | Giovanna d'Austria           |  |  |       |  |  |                         |  |  |                             |  |
| Luisa Maria Teresa Stuart   |                    | Maria de' Medici           |                              |  |  |       |  |  |                         |  |  |                             |  |
|                             | Francesco I d'Este | Alfonso III d'Este         |                              |  |  |       |  |  |                         |  |  |                             |  |
|                             | Francesco I d'Este | Alfonso III d'Este         |                              |  |  |       |  |  |                         |  |  |                             |  |
|                             | Francesco I d'Este | Isabella di Savoia         |                              |  |  |       |  |  |                         |  |  |                             |  |
| Alfonso IV d'Este           | Francesco I d'Este |                            |                              |  |  |       |  |  |                         |  |  |                             |  |
|                             |                    | Maria Farnese              | Ranuccio I Farnese           |  |  |       |  |  |                         |  |  |                             |  |
|                             |                    | Maria Farnese              | Ranuccio I Farnese           |  |  |       |  |  |                         |  |  |                             |  |
|                             |                    | Maria Farnese              | Margherita Aldobrandini      |  |  |       |  |  |                         |  |  |                             |  |
| Maria Beatrice d'Este       |                    | Maria Farnese              |                              |  |  |       |  |  |                         |  |  |                             |  |
|                             |                    | Girolamo Martinozzi        | Vincenzo Martinozzi          |  |  |       |  |  |                         |  |  |                             |  |
|                             |                    | Girolamo Martinozzi        | Vincenzo Martinozzi          |  |  |       |  |  |                         |  |  |                             |  |
|                             |                    | Girolamo Martinozzi        | Margherita Marcolini         |  |  |       |  |  |                         |  |  |                             |  |
| Laura Martinozzi            |                    | Girolamo Martinozzi        |                              |  |  |       |  |  |                         |  |  |                             |  |
|                             |                    | Laura Margherita Mazzarino | Pietro Mazzarino             |  |  |       |  |  |                         |  |  |                             |  |
|                             |                    | Laura Margherita Mazzarino | Pietro Mazzarino             |  |  |       |  |  |                         |  |  |                             |  |
|                             |                    | Laura Margherita Mazzarino | Ortensia Buffalini           |  |  |       |  |  |                         |  |  |                             |  |
|                             |                    | Laura Margherita Mazzarino |                              |  |  |       |  |  |                         |  |  |                             |  |